# Kontaktmekanik

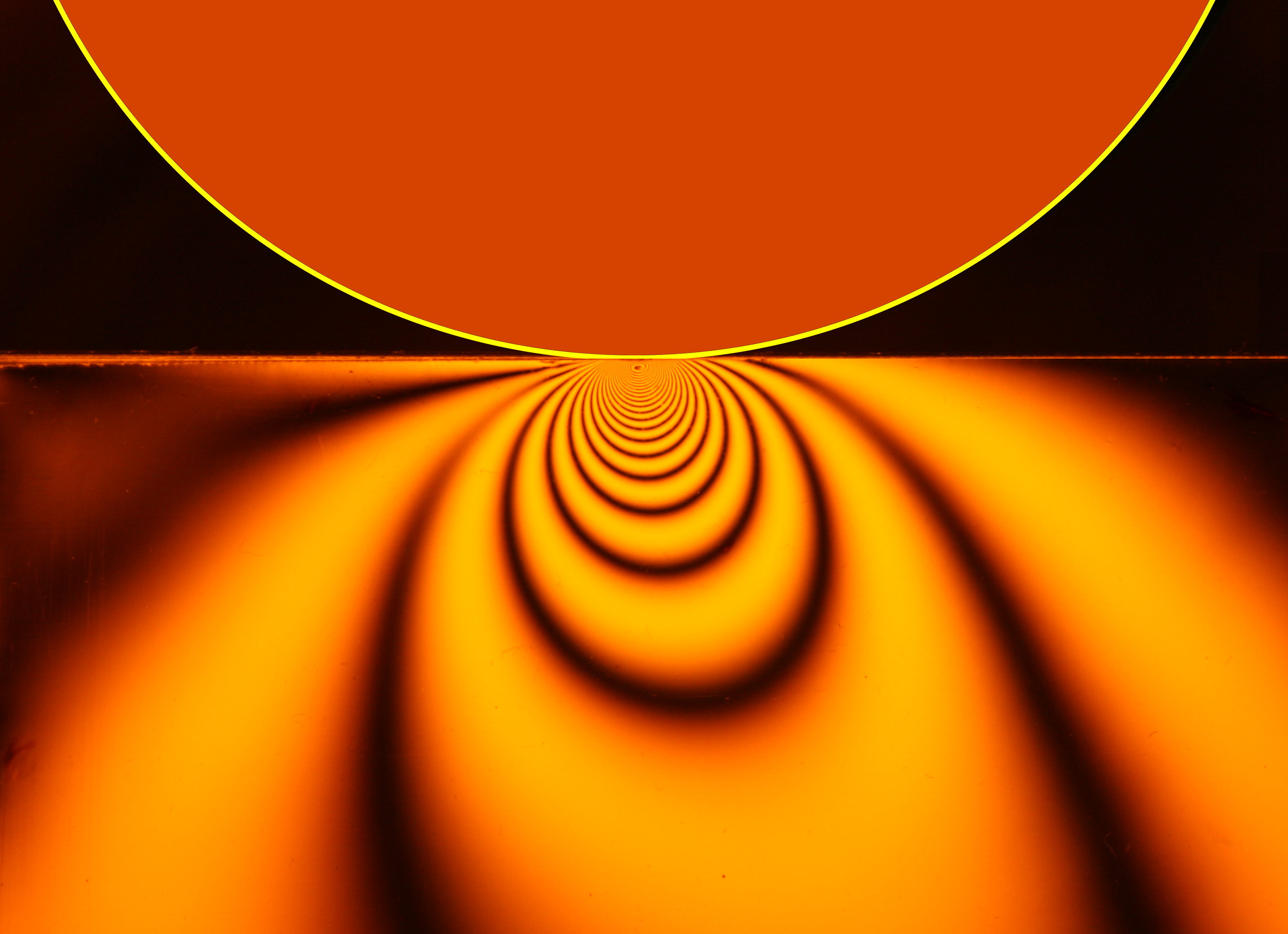
Spänningar i ett kontaktområde under samtidig belastning genom en normalkraft och en tangentialkraft. Spänningen åskådliggjordes genom spänningsoptik.

Kontaktmekaniken handlar om beräkningen av elastiska, viskoelastiska och plastiska kroppar i statisk eller dynamisk kontakt. Kontaktmekanik är en grundläggande ingenjörsvetenskaplig disciplin som är essentiell för säker och energisparande konstruktion av tekniska anläggningar. Den är intressant för tillämpningar som hjul-räls-kontakt, kopplingar, bromsar, däck, glid- och kullager, förbränningsmotorer, led, tätningar, omformning, materialbearbetning, ultraljudsvetsning, elkontakter och dylikt. Dess uppgifter räcker från hållfasthetsprovning i kontakt- och förbindningselement över påverkan av friktion och nötning genom smörjning och materialdesign till användningar i mikro- och nanosystemteknik.

## Historia
Den klassiska kontaktmekaniken är framför allt förknippad med Heinrich Hertz. 1882 löste Hertz problemet av kontakten mellan två elastiska kroppar med böjda ytor. Detta klassiska resultat bildar även idag en bas för kontaktmekaniken. Först hundra år senare hittade Johnson, Kendall och Roberts en liknande lösning för en adhesiv kontakt (JKR teori). Ett vidare framsteg i vårt vetande om kontaktmekaniken i mitten av 1900-talet är förknippad med namnen Bowden och Tabor. De hänvisade först på viktigheten av råheten av de kontakterande kropparna. Genom råheten är den sanna kontaktytan mellan friktionspartners några storleksordningar mindre än den skenbara ytan. Denna insikt förändrade snabbt inriktningen av många tribologiska undersökningar. Bowdens och Tabors arbeten utlöste en rad av teorier om rå ytors kontaktmekanik. Som pionjärsarbeten inom detta område måste Archards bidrag 1957 ses. Han kommer till slutsatsen att även i kontakt av elastiska rå ytor så är kontaktytan ungefär proportionell mot normalkraften. Andra viktiga bidrag är förknippade med namnen Greenwood och Williamson (1966), Bush (1975) och Persson (2002). Det viktigaste resultat av dessa arbeten är att den sanna kontaktytan hos rå ytor är närmelsevis proportionell mot normalkraften medan betingelsen i enstaka mikrokontakter (tryck, storlek av mikrokontakten) beror endast svagt på belastningen.

## Klassiska kontaktproblem

### Kontakt mellan ett klot och ett elastiskt halvrum

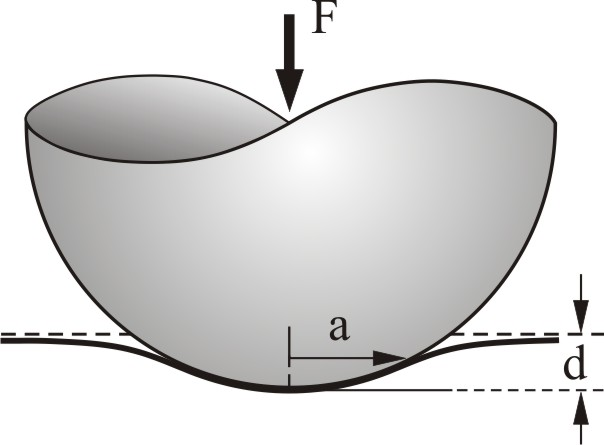
Kontakt mellan ett klot och ett elastiskt halvrum

Är ett elastiskt klot med radie {\displaystyle R} i ett elastiskt halvrum intryckt med djup {\displaystyle d} så bildas ett kontaktområde med radie {\displaystyle a={\sqrt {Rd}}}. Den nödvändiga kraften är
{\displaystyle F={\frac {4}{3}}E^{*}R^{1/2}d^{3/2}},
där
{\displaystyle {\frac {1}{E^{*}}}={\frac {1-\nu _{1}^{2}}{E_{1}}}+{\frac {1-\nu _{2}^{2}}{E_{2}}}}.
{\displaystyle E_{1}} och {\displaystyle E_{2}} är elasticitetsmodul och {\displaystyle \nu _{1}} och {\displaystyle \nu _{2}}  är Poissons tal av de två kropparna. Är två klot med radie {\displaystyle R_{1}} resp {\displaystyle R_{2}} i kontakt med varandra så gäller dessa ekvationer fortfarande med radie {\displaystyle R} med 
{\displaystyle {\frac {1}{R}}={\frac {1}{R_{1}}}+{\frac {1}{R_{2}}}}.
Tryckfördelningen i kontaktområdet ges av
{\displaystyle p=p_{0}\left(1-{\frac {r^{2}}{a^{2}}}\right)^{1/2}}
där
{\displaystyle p_{0}={\frac {2}{\pi }}E^{*}\left({\frac {d}{R}}\right)^{1/2}}. Den maximala skjuvspänningen ligger i det inre för {\displaystyle \nu =0,33} vid {\displaystyle z\approx 0,49a}. 

### Kontakt mellan två korsade cylindrar med lika radierR{\displaystyle R}

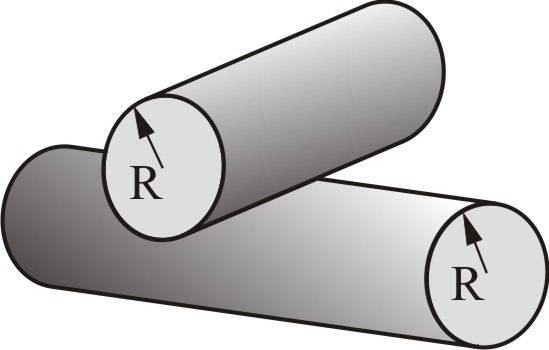
Kontakt mellan två korsade cylindrar med lika radier

är ekvivalent med kontakten mellan ett klot med radie R och ett halvrum (se ovan). 

### Kontakt mellan en stel cylinder och ett elastiskt halvrum

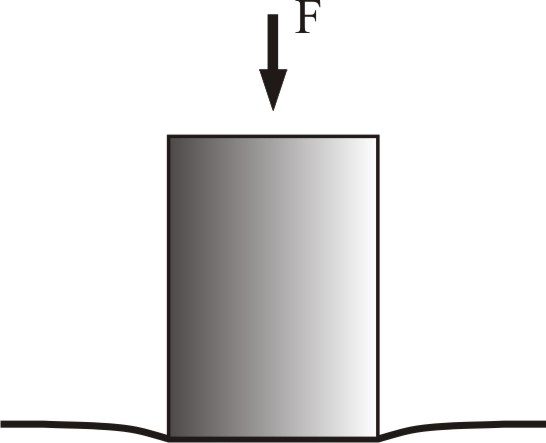
Kontakt mellan en stel cylinder och ett elastiskt halvrum

Trycks en stel cylinder med radie {\displaystyle a} in i ett elastiskt halvrum så ges tryckfördelningen av
{\displaystyle p=p_{0}\left(1-{\frac {r^{2}}{a^{2}}}\right)^{-1/2}}
där
{\displaystyle p_{0}={\frac {1}{\pi }}E^{*}{\frac {d}{a}}}. Relationen mellan intrycksdjupet och normalkraften är
{\displaystyle F=2aE^{*}d{\frac {}{}}}.

### Kontakt mellan en stel konformad indenter och ett elastiskt halvrum

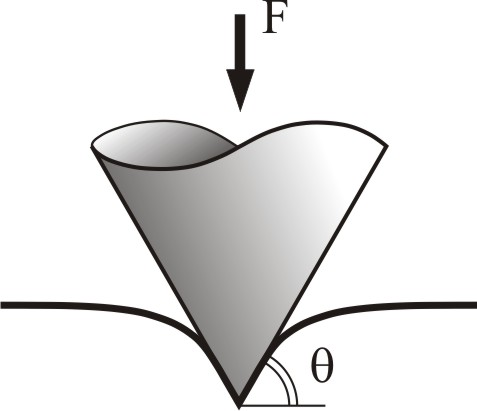
Kontakt mellan en stel konformad indenter och ett elastiskt halvrum

Vid intryckning av ett elastiskt halvrum genom en stel konformad indenter ges relationen av intrycksdjupet och kontaktradien av
{\displaystyle d={\frac {\pi }{2}}a\tan \theta }.
{\displaystyle \theta } är vinkeln mellan ytan och konen. Tryckfördelningen har formen 
{\displaystyle p(r)=-{\frac {Ed}{\pi a\left(1-\nu ^{2}\right)}}ln\left({\frac {a}{r}}+{\sqrt {\left({\frac {a}{r}}\right)^{2}-1}}\right)} .
Spänningen har en logaritmisk singularitet vid konens spets (i kontaktområdets mitt). Totalkraften beräknas enligt
{\displaystyle F_{N}={\frac {2}{\pi }}E{\frac {d^{2}}{\tan \theta }}}.

### Kontakt mellan två cylindrar med parallella axlar

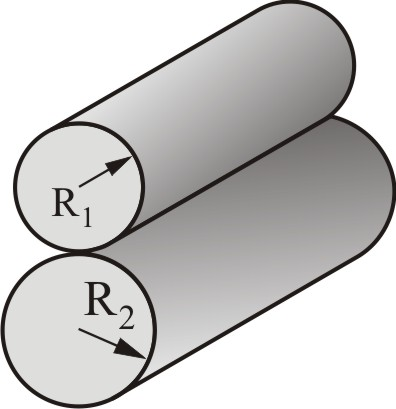
Kontakt mellan två cylindrar med parallella axlar

Vid kontakten mellan två cylindrar med parallella axlar är kraften linjär proportionell mot intrycksdjupet
{\displaystyle F={\frac {\pi }{4}}E^{*}Ld}.
Krökningsradien dyker inte alls upp i denna relation. Den halva kontaktbredden ges av 
{\displaystyle a={\sqrt {Rd}}}
med
{\displaystyle {\frac {1}{R}}={\frac {1}{R_{1}}}+{\frac {1}{R_{2}}}}
som i kontakten mellan två klot. Det maximala trycket är
{\displaystyle p_{0}=\left({\frac {E^{*}F}{\pi LR}}\right)^{1/2}} .

### Kontakt mellan råa ytor
Om två kroppar med råa ytor trycks mot varandra så är den reala kontaktytan {\displaystyle A} mycket mindre än den skenbara ytan {\displaystyle A_{0}}. Vid kontakt mellan en rå yta och ett elastiskt halvrum är den reala kontaktytan proportionell mot normalkraften {\displaystyle F} och ges av 
{\displaystyle A={\frac {\kappa }{E^{*}h'}}F}
där {\displaystyle h'} är det kvadratiska medelvärdet av ytans stigning och {\displaystyle \kappa \approx 2}. Genomsnittstrycket i den sanna kontaktytan 
{\displaystyle \sigma ={\frac {F}{A}}\approx {\frac {1}{2}}E^{*}h'}
beräknas approximativt som hälften av den effektiva elasticitetsmodulen {\displaystyle E^{*}} multiplicerad med det kvadratiska medelvärdet av ytans stigning {\displaystyle h'}. Om trycket är större än materialets hårdhet {\displaystyle \sigma _{0}} och 
{\displaystyle \Psi ={\frac {E^{*}h'}{\sigma _{0}}}>2}
är mikroråheten fullständig i det plastiska tillståndet. För {\displaystyle \Psi <{\frac {2}{3}}} förhåller sig ytan vid kontakten elastiskt. Storheten {\displaystyle \Psi } introducerades av Greenwood och Williamson och kallas plasticitetsindex. Om systemet uppträder elastiskt eller plastiskt beror inte på de applicerade normalkraften.

### Adhesiv kontakt
Fenomenet adhesion observeras enklast vid kontakten av en fast kropp med en mycket mjuk elastisk kropp som en gelè. På grund av van der Waals krafter bildar sig en adhesiv hals mellan kropparna. För att skilja kropparna åt varandra är det nödvändigt att uppbringa en viss minimal kraft som betecknas som adhesionskraft. Adhesion kan vara både av teknologiskt intresse såsom i limmade förbindelser och något störande  faktor såsom vid det snabba öppnandet av elastomer ventiler. Adhesionskraften mellan en parabolisk stel kropp och ett elastiskt halvrum upptäcktes 1971 av Johnson, Kendall och Roberts
. Den är
{\displaystyle F_{A}=(3/2)\pi \gamma R},
där {\displaystyle \gamma } är separationsenergi per ytenhet och {\displaystyle R} kroppens krökningsradie.
Adhesionskraften av en slät stel stämpel med radie {\displaystyle a} beskrevs också 1971 av Kendall. Den är
{\displaystyle F_{A}={\sqrt {8\pi a^{3}E^{*}\gamma }}}.
Mer komplicerade former börjar lossna vid kontaktens kanter. Lossnandets process av en adhesiv kontakt kan betraktas i en film.

### Dimensionsreduktionsmetoden

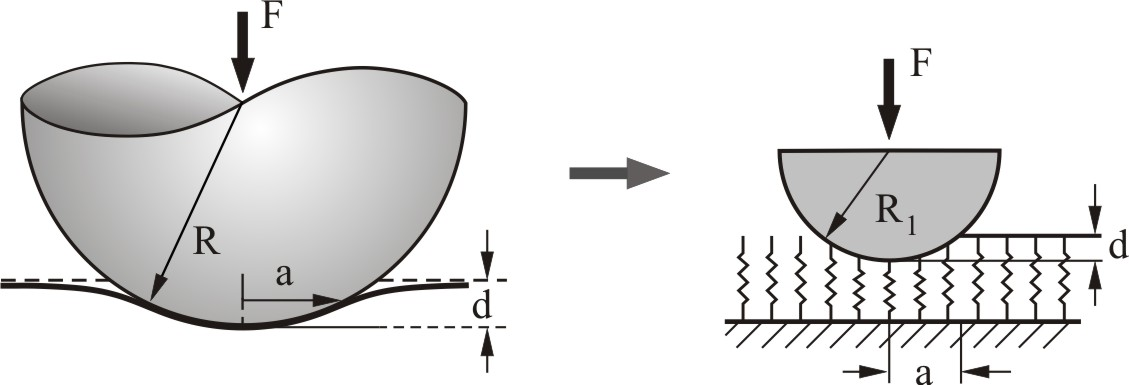
Kontakt mellan ett klot och ett elastiskt halvrum och den endimensionala ersättningsmodellen

Många kontaktproblem kan enkelt lösas med dimensionsreduktionsmetoden. Metoden innebär att det ursprungliga tredimensionella problemet ersätts med en kontakt av en kropp med en linjär elastisk eller viskoelastisk bäddning. Det endimensionella systemets egenskaper stämmer exakt överens med dem av det tredimensionella om kroppens form är ändrad och elementen i bäddningen är definierade enligt dimensionsreduktionsmetodens reglerna.